# 棠岭港
棠岭港，丰溪源头之一。流域涉及福建省浦城县、浙江省江山市、江西省广丰县。流域面积559km2。
盘亭溪（官路溪和廿八都溪在枫岭关南汇合而成）与九牧溪在浦城县盘亭乡棠岭村汇合，始称为棠岭港，于二渡关入广丰县境，流经桐畈镇、沙田镇，在沙田镇溪东与十五都港汇合，称为丰溪。